# ماهی حلوا سیاه
حلوا سیاه (نام علمی: Parastromateus niger) یک گونه از تیرۀ گیش‌ماهیان است.
بدن این ماهی پهن و از دو پهلو فشرده است. هر آروارۀ ماهی یک ردیف دندان مخروطی ریز دارد. بالۀ پشتی با ۴ تا ۵ خار کوتاه با یک شعاع سخت و ۴۱ تا ۴۴ شعاع نرم ادامه می‌یابد. قسمت مستقیم خط جانبی دارای ۸ تا ۱۹ فلس ضعیف می‌باشد که روی ساقۀ دم، تیغۀ ضعیفی تشکیل می‌دهد. بالۀ مخرجی دارای دو خار پوشیده و غیرقابل مشاهده در ماهیان بالغ است که به یک خار و ۳۵ تا ۳۹ شعاع نرم ختم می‌شود. بالۀ شکمی در نمونه‌های بزرگ‌تر از ۱۰ سانتی‌متر بزرگتر نمی‌شود. باله‌های سینه‌ای دراز و شمشیری شکل هستند. پولک‌ها ریز بوده و زود کنده می‌شوند.
رنگ بدن در ماهیان بالغ یک‌دست خاکستری –نقره‌ای تا قهوه‌ای متمایل به آبی و باله‌ها دارای لبه‌های سیاه هستند. در افراد جوان باله‌های شکمی زیر گلویی، سیاهرنگ و خطوط تیره عمودی در طرفین بدن هستند.
این ماهی یک نوع ماهی پلاژیک است که در منطقۀ فلات قاره یافت می‌شود و معمولاً روی بسترهای گلی در اعماق ۱۵ تا ۴۰ متر دیده می‌شوند. روزها در نزدیک بستر و در هنگام شب به سطح آب نزدیک می‌شود تغذیه آن‌ها از زئوپلانکتونها، سخت پوستان و ماهیان کوچک می‌باشد. در حالت بیشینه درازای بدن آن‌ها به ۵۵ سانتی‌متر می‌رسد.

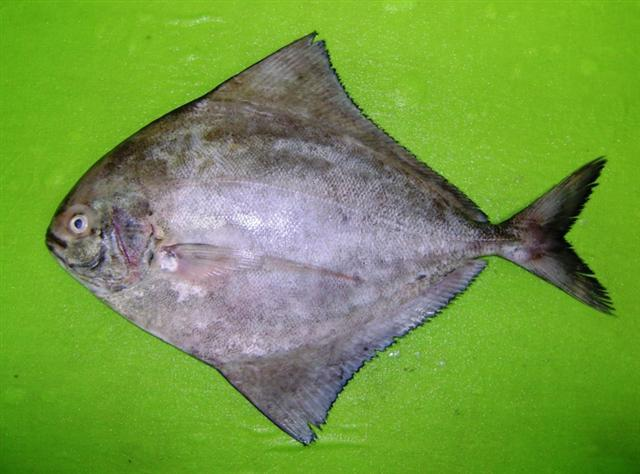